# Tyrannochthonius ovatus
Tyrannochthonius ovatus är en spindeldjursart som beskrevs av Vitali-di Castri 1984. Tyrannochthonius ovatus ingår i släktet Tyrannochthonius och familjen käkklokrypare. Inga underarter finns listade i Catalogue of Life.